# Płaszczowina dukielska
Płaszczowina dukielska – płaszczowina położona w Karpatach Zewnętrznych.
Płaszczowina dukielska zbudowana jest głównie z iłowcow, piaskowców oraz margli powstałych u schyłku kredy i w paleogenie. W stosunku do pozostałych głównych płaszczowin Karpat Zewnętrznych Polski cechuje się brakiem skał dolnokredowych i niższej części górnej kredy. Basen sedymentacyjny, w którym powstały osady włączone później w skład płaszczowiny dukielskiej leżał na północ od jednostki magurskiej, a na południe od śląskiej, podśląskiej i skolskiej. Geograficznie płaszczowina ta obejmuje w Polsce wschodnią część Beskidu Niskiego i południowe, graniczące ze Słowacją, partie Bieszczadów.